# Кулак Полярной звезды
Кулак Полярной звезды (яп. 北斗の拳 Хокуто но кэн, букв. «Кулак Большой Медведицы») — японская манга, написанная Буронсоном и проиллюстрированная Тэцуо Хара. Выпускалась в еженедельном журнале Shonen Jump с 1983 по 1988 год. Было выпущено всего 27 томов, включающих 245 глав. Действие происходит в постапокалиптическом мире, который был почти полностью разрушен ядерной войной. Главный герой Кэнсиро владеет смертоносным боевым искусством, известным как «Хокуто Синкэн». С помощью Синкэн можно ранить жизненно важные точки, обрекая противника на мучительную смерть. Кэнсиро странствует по разрушенному миру, исполняя роль миротворца, и посвящает свою жизнь борьбе против тех, кто угрожает жизни слабых и невинных, а также против своих соперников по боевому искусству и «братьев» из собственного клана.
По сюжету манги японской анимационной студией Toei Animation был выпущен аниме-сериал, состоящий из 152 серий. При этом аниме-сериал не покрывает последние главы оригинальной манги, и до сих пор последняя сюжетная арка манги остается неэкранизированной. Трансляция аниме велась телекомпанией Fuji Television. Также было выпущено несколько фильмов, серий OVA и видеоигра. Также был выпущен ряд ответвлений истории, рассказывающих о второстепенных персонажах.
В 1995 году Тони Рендел снял кинофильм «Кулак Северной звезды» с Гэри Дэниелсом в роли Кэнсиро и Костасом Мэндилором в роли Лорда Сина.
В 2003—2004 годах вышло трёхсерийное OVA «Кулак Полярной звезды: новая эра» (яп. 新・北斗の拳 Син Хокуто но Кэн). Данное OVA было лицензировано в России компанией MC Entertainment.

## Сюжет
В 90-е годы цивилизация была полностью разрушена вследствие ядерной войны, и многие существа вымерли. Тем не менее, остатки людей сумели выжить, и человечество вступило в эпоху, где сильные господствуют над слабыми. Шла жёсткая борьба за получение продовольствия и воды, так как многие озёра, реки и леса превратились в пустыни. Кэнсиро, 64-й законный наследник древнего боевого смертельного искусства Хокуто Синкэн, забредает в деревню в поисках воды. В деревне он попал в ловушку и был заточён в тюрьму местными силами обороны. Там он знакомится с девочкой по имени Лин, которая решила тайно помочь ему с побегом. Когда деревня подвергается нападению банды байкеров, Лин берут в заложники. Кэнсиро вырывается на свободу и спасает девочку, победив лидера с помощью боевой техники Хокуто Синкэн. Кэнсиро покидает деревню и продолжает свой путь, его начинает сопровождать молодой вор по имени Барт. Далее Кэнсиро вовлекается в борьбу против организации КИНГ, став свидетелем многих зверств, которые они совершили. Когда он проникает в логово банды в городе Южный Крест, он узнаёт, что лидер КИНГа является давним противником Кэнсиро — мастером боевого искусства Нанто Сэйкэн по имени Син. Именно он когда-то похитил невесту Кэнсиро Юрию и оставил на его груди 7 шрамов. В поединке с Сином Кэнсиро одерживает победу, но узнаёт, что Юрия не с Сином.
Кэнсиро продолжает свой путь странствий и борется с рядом других вражеских организаций. После воссоединения с Лин и встречи с новыми союзниками, такими как женщина-воин Мамия и ещё один мастер Нанто Рэй, Кэнсиро узнаёт, что три его бывших «брата» по обучению в боевом искусстве Хокуто Синкэн все ещё живы. Третий брат, Яги — жестокий бандит, который, потеряв право наследования Хокуто Синкэн, пытался уничтожить Кэнсиро, но был немедленно убит. Кэнсиро продолжает искать второго брата по имени Токи, и узнаёт, что он был заточён в темнице города Кассандра. После спасения Токи, Кэнсиро узнаёт, что Рао — старший из четырёх братьев, стал безжалостным полководцем, известным как Кэн-О и теперь стремится покорить весь послевоенный мир. Кэнсиро вступает в жестокий бой с Рао, но долгое изнурительное сражение не заканчивается, и два воина вынуждены решить свои проблемы перемирием. Рэй смертельно ранен в результате предыдущего боя с Рао и проводит последние дни своей жизни, отслеживая своего заклятого врага Юду — преемника Нанто Кокаку Кэн, который когда-то мучил Мамию. После победы над Юдой, Рэй продолжает медленно умирать.
Пока Кэнсиро не успел полностью оправиться от ран, другой военачальник, Саузер, провозглашает себя Святым Императором. Кэнсиро присоединяется к движению сопротивления под руководством старого благодетеля, Сю, мастера Нанто Хакуро Кэн. Но Сю был схвачен Саузером и казнён. Полный печали и гнева, Кэнсиро противостоит Саузеру. В жестокой схватке на пирамиде, Кэнсиро одерживает победу. Токи находится на грани смерти из-за лучевой болезни, и в конце концов умирает, оставив всю ношу миротворца Кэнсиро, как единственному человеку, способному остановить Рао.
Некий последний генерал Нанто решает примкнуть к Кэнсиро, чтобы победить Рао, посылая ему пять охранников, позже было выяснено, что настоящее имя генерала Нанто — Юрия, пропавшая когда-то невеста Кэнсиро. После многочисленных событий и сражений, Кэнсиро побеждает Рао, и наконец воссоединяется с Юрией. Тем не менее победа дорого обошлась, Юрия получила большую дозу радиации и заболела лучевой болезнью, поэтому ей осталось жить совсем недолго. Рао, испытывая к ней любовь, как и Кэнсиро, с помощью Синкэн лечит одну из точек тела Юрии и увеличивает её срок жизни на несколько лет, после чего кончает жизнь самоубийством. Кэнсиро оставляет своих друзей и проводит вместе с Юрией последние несколько лет её жизни.
Недолгий мир и спокойствие, пришедший со свержением Рао заканчивается через несколько лет. Кэнсиро прерывает свои скитания по миру с новыми попутчиками Бартом и Лин. Главные герои ведут борьбу против злой империи, сражаясь с армией под знаменем Хокуто. Армия Хокуто освободила законную императрицу Руи, сестру-близнеца Лин. Она сорвала планы тайного захватчика Яко, который шантажировал опекуна Руи — Фалько, мастера искусства Гэнто на грязные торги.
Тем не менее, Лин взята в плен, остатки войск Яко отправились в таинственное Королевство Асуров, где обитают 3 повелителя, освоившие боевую технику Хокуто Рюкэн, родом из того же клана, что и Кэнсиро. Кэнсиро побеждает Хана, третьего повелителя, и узнаёт от него, что Царство Асуров — родина Кэнсиро. Кроме того, Кэнсиро также узнаёт, что Хьо — второй повелитель, является его биологическим старшим братом. После изнурительного боя Хьо и Кэнсиро решают свои разногласия перемирием, и Кэнсиро ищет первого, самого могущественного из трёх повелителей — Кайо, старшего брата Рао. Финальная битва заканчивается победой Кэнсиро над Кайо, после чего Хьо и Кайо умирают. Кэнсиро спасает Лин и оставляет её под присмотром Барта. После этого он отправляется в дальние странствия с осиротевшем сыном Рао — Рю. Он также расправился с давним неприятелем, который угрожал Барту и Лин.

## Создание
Тэцуо Хара заявил, что давно хотел создать мангу с уклоном на боевые искусства, причём именно на том, которое специализируется на поражении жизненно важных точек. Сам мангака очень увлекался боевыми искусствами, особенно джиу-джитсу. Так мангака предпринял попытку создать свою первую мангу — Iron Don Quixote, однако когда были созданы первые главы манги, экономический рынок находился в плохом состоянии, поэтому манга не получила никакой популярности и была обречена на провал. Публикация была свёрнута после выпуска 10 глав.
Но в апреле 1983 года в журнале Shonen Jump снова была короткая история пилотной версии Хокуто но Кэн. Данные главы быстро приобрели популярность среди читателей. После чего в том же году вышло продолжение под названием Хокуто но Кэн 2. Позже данные ваншоты были собраны в том под названием Tetsu no Don Quixote. Читателям очень понравились данные истории и издание предложило Тэцуо начать постоянный выпуск глав, а Буронсон, японский писатель предложил помогать Тэцуо развивать историю. Так мангака решил заново переписать историю, сделав её более качественной и подробной, а сеттинг 80-х годов из Iron Don Quixote заменить на постапокалиптический, где главный герой Кэнсиро из молодого парня-школьника с трагическим прошлым превратился во взрослого «мачо»-скитальца. Прототипом главного героя, по словам Тэцуо, послужил Брюс Ли. Изначально мангу собирались выпускать 3 года, но в связи с большой популярностью этот срок продлили до пяти лет.

## Манга
Выход манги Hokuto no Ken начался в Японии в еженедельном журнале Weekly Shōnen Jump 13 сентября 1983 года и закончился в 1988 году с выпущенными 245 главами. Манга была собрана в танкобоны, которые издавала Shueisha, всего было выпущено 27 томов. В 90-е годы, Shueisha переиздала мангу в виде 15 томов. Следующее переиздание пришлось на 2006 год, когда Shogakukan издал 14 томов, включающих также в себя цветные страницы, которые появлялись в журналах Weekly Shōnen Jump. Помимо этого, манга публиковалась в виде 27 электронных изданий.
В честь 30-летия со дня выпуска первой главы манги, Tokuma Shoten переиздал Hokuto no Ken в виде 18 томов, каждый из которых выходил 2 раза в месяц с 30 сентября 2013 года по 20 июля 2014 года. Данное издание — Extreme Edition, включало в себя новые арты автора манги Тэцуо Хара и все цветные изображения, появляющиеся в Weekly Shōnen Jump. 11 том включал в себя новых персонажей, манга о которых публиковались в журнале Monthly Comic Zenon от 2014 года под названием Hokuto no Ken: Last Piece, сюжет манги охватывает отрезок времени до того, как Рао был побеждён и Кэнсиро объединяется с подросшими Батом и Рин. Сюжет вращается вокруг бывшего боевого коня Рао — Какуо, который потерял левый глаз. Манга также представляет нового персонажа по имени Сёдза, сына Дзюдзы.
Манга была лицензирована американской компанией Viz Communications и была опубликована в виде 16 томов под названием Fist of the North Star в 1989 году. Вскоре Viz начала ежемесячный выпуск глав манги, которая продолжалась до 1997 года.

### Приквел
В 2001 году, Тэцуо Охара начал работать над приквелом под названием Fist of the Blue Sky (яп. 蒼天の拳 со:сэн но кэн), который выпускался в журнале Weekly Comic Bunch до 2010 года. Действие манги происходит во время Японо-китайской войны в 30-х годах 20-го века, в мафиозном Китае. Главным героем этой манги является дядя Кэнсиро, 62-й наследник, Кэнсиро Касуми. Манга была лицензирована в США компанией Gutsoon! Entertainment, которая успела опубликовать первых 4 тома до того, как закрылась.

### Манга по мотивамFist of the North Star
Серия спин-оффов по мотивам Hokuto no Ken начала публиковаться в журналах Weekly Comic Bunch и Big Comics Superior, и представляет собой ряд независимых историй, объединённых условно под названием серии Hokuto Gaiden. Каждая история рассказывает о второстепенных персонажах, встречающихся в оригинальной манге.
- Legends of the Dark Kings (яп. 天の覇王 北斗の拳 ラオウ外伝 тэн но хао: хокуто но кэн рао: гайдэн) Юко Осады, публикация в журнале Comics Bunch, манга посвящена персонажам Рэйна и Сога. Состоит из 42 глав (4 томов),[12] в 2008 году по мотивам этой манги было снято аниме из 13 серий.[13]
- Fist of the North Star Yuria's Story: The Merciful Mother Star (яп. 北斗の拳 ユリア外伝 慈母の星 хокуто но кэн юриа гайдэн дзибо но хоси) Аюми Касаи, публикация в журнале Big Comics Superior с марта по апрель 2006 года. Состоит из 1 тома.[14]
- Sokoku no Garo (яп. 蒼黒の餓狼 -北斗の拳 レイ外伝- со:коку но га:ро хокуто но кэн рэй гайдэн) Ясуюки Нэкои, публикация в марте-декабре в журнале Comic Bunch.[15]
- Shirogane no Seija (яп. :銀の聖者 北斗の拳 トキ外伝 銀の聖者 北斗の拳 トキ外伝, сироганэ но сэйдзя хокуто но кэн токи гайдэн) Юки Нагатэ, публикация с августа 2007 года в журнале Comic Bunch.[16]
- Gokuaku no Hana (яп. 極悪ノ華 北斗の拳 ジャギ外伝) Синъити Хиромото, публикация с 2008 года в Comic Bunch.
- Hoko no Kumo (яп. 彷徨の雲 北斗の拳ジュウザ外伝) Какурай Миссил, публикация с февраля 2010 года в Comic Bunch.

## Аниме
По мотивам манги, студией Toei Animation был снят аниме-сериал, который транслировался по телеканалу Fuji Television с 11 октября 1984 года по 5 марта 1987 года, всего было выпущено 109 серий аниме. Вскоре свой выпуск начало продолжения аниме — Hokuto no Ken 2, чьи серии выпускались с 13 марта 1987 года по 18 февраля 1988 года и включает в себя 43 серии.
Серии аниме никогда не выходили в Японии на VHS кассетах, хотя компания Toei Video сократила серии до трёх часовых полнометражных мультфильмов, посвящённых первой, второй и четвёртой аркам манги. 24 июля 2002 года, компания Universal Music выпустила DVD-коллекцию, включающую в себя все 152 серии, распределённые по 26 дискам. Позже диски выпускались отдельно с 21 мая 2003 года по 21 января 2004 года. В 2005 году также вышло специальное издание из трёх дисков best of, включающее в себя 7 ключевых эпизодов из сериала. 28 марта 2008 года, компанией Avex в честь 25ти летия манги, была выпущена новая DVD-коллекция, включающая в себя 25 дисков со всеми 152 сериями в высоком качестве. Помимо этого 2 диска включали в себя бонусные материалы, включая полнометражные мультфильмы.
Первые 36 серий аниме были дублированы на английском языке компанией Manga Entertainment в 1999 году, которые транслировались по американскому телеканалу Showtime Beyond и британскому каналу Syfy. Первые 24 серий были выпущены на VHS кассетах. Позже, в 2003 году, серии были выпущены на DVD. В 2008 году, японская компания Toei Animation официально перезапустила весь сериал с английскими субтитрами, который был доступен на платных сайтах только для североамериканских пользователей. 2 октября 2009 года, права на распространения сериала приобрела компания Discotek Media и в этом же году выпустила коллекционные издания, последние из которых были выпущены в 2011 году.
В 2009 году, компания William Winckler ужала сериал в 6 полнометражных мультфильма, которая выпустила с английским дублированным переводом. Каждый фильм завязан на сюжете вокруг отдельных персонажей; Сина, Рэй, Токи, Заузера, Рао и Кайо. Хотя данные фильмы официально не выпускались в США или Европе, они были доступны на японских трансляционных сайтах с 2012 года.

### Фильмы и OVA
Первый полнометражный фильм, созданный на основе аниме-сериала под названием Fist of the North Star был выпущен компанией Toei Animation. Его премьера состоялась 8 марта 1986 года. Над мультфильмом работала та же команда, что и над аниме-сериалом и показывает временной отрезок до того, как Кэнсиро ввязался в первый бой с Рао. При этом в мультфильме допущены некоторые вольности и отход от сюжета оригинальной манги. В 1991 году фильм с английским дубляжом был выпущен в США компанией Streamline Pictures и в Британии с Австралией в 1994 году компанией Manga Entertainment.
В 2003 году, студией OB Planning были выпущены 3 мини-серии под названием New Fist of the North Star по мотивам новеллы Jubaku no Machi 1996 года. Английская версия была выпущена в 2004 году компанией ADV Films.
В 2005 году компании North Stars Pictures и TMS Entertainment объявили о работе над 5 полнометражными мультфильмами под названием Fist of the North Star: The Legends of the True Savior. Фильмы были созданы по мотивам трёх театральных постановок и двух OVA-серий, выпускавшихся между 2006 и 2008 годами и приуроченных к 25 годовщине манги.

## Новеллы
Первая новелла под названием Shōsetsu Hokuto no Ken: Jubaku no Machi авторства Буронсон и Тэцуо Хары была выпущена в Японии, Jump Novel 13 декабря 1996 года. Новелла стала основой для сюжета трёx OVA-серий New Fist of the North Star. Другая новелла авторства Эйити Сакаки под названием Legend of Raoh: Chapter of Love in Death, публиковалась изданием Tokuma Novels 10 марта 2006 года.
Помимо этого, две небольшие новеллы под названием Raoh Gaiden, новеллизация манги и Kenshiro Gaiden — оригинальная новелла от Дзётаро Хигаси, публиковались в виде мобильной литературы.

## Фильм
В 1995 году по мотивам манги, в США был выпущен полнометражный фильм, режиссёром которого выступил Тони Рэндел, над сценарием работали Питер Эткинс и Вайн МакКафин. Кэнсиро, главного героя играл актёр Гэри Дэниелс, сина играл Костас Мэндилор, Юрию, японская актриса Исако Васио, Рюкэна — Малкольм Макдауэлл, Джэкала играл Крис Пенн. Также в фильме в виде камео появлялся профессиональные рестлеры Биг Ван Вейдер, как «Голиаф» и Кевин Арбут, как «Рао» (персонаж не связан с Рао из оригинальной манги). Фильм вышел сразу на кассетах в США и Японии. В Японском дубляже использовались голоса актёров из оригинального аниме-сериала. При этом сам фильм получил смешанные отзывы как от критиков, так и от фанатов. Например Дейв Фостер из журнала DVD Times, назвал фильм крайне слабой адаптацией, где даже боевые техники выглядят наигранно и жалко по сравнению с аниме и мангой.

## Видеоигры
По мотивам манги был выпущен ряд видеоигр. Первая из них была выпущена компанией Enix под названием Hokuto no Ken для PC-88. Также игры по мотивам манги выпускались компаниями Sega для Mark III и Mega Drive, компанией Toei Animation для Famicom, Game Boy и Super Famicom. Эти игры представляют собой сайд-скроллеры, ролевые, экшен игры, а также игры-файтинги. В 80-х годах по мотивам манги выло выпущено 7 игр, в 90-х годах — 5 игр, в 00-х — 8 игр и в 10-х — 3 игры.
Игры от Sega, для избежания проблем с авторскими правами, издавались под названиями Black Belt и Last Battle, в то время, как игры от Toei — Fist of the North Star для NES и Fist of the North Star: 10 Big Brawls for the King of Universe для Game Boy, были лицензированы для продажи на территории США. Ряд других игр по мотивам манги были выпущены для платформ Sega Saturn, PlayStation, Arcade, PlayStation 2 и Nintendo DS. В 2000 году, Konami выпустила игру, основанную на франшизе под названием Fighting Mania. Другая аркадная игра под названием Fist of the North Star, была выпущена компаниями Sega и Arc System Works в 2005 году. Обе игры также продавались за пределами Японии, хотя их порты на PlayStation 2 были выпущена только в Японии.
Компанией Tecmo Koei была выпущена игра с геймплеем типа musou а-ля Dynasty Warriors, чей сюжет завязан на первой половине оригинальной манги. В Японии игра вышла 25 марта 2010 года, 2 ноября 2010 года в США и Европе 5 ноября 2010 года. Её сиквел — Fist of the North Star: Ken's Rage 2, охватывающий вторую часть оригинальной манги был выпущен 20 декабря 2012 года в Японии и 5 февраля 2013 года в США. 27 августа 2017 года, Sega объявила о предстоящем выходе новой игры под названием Hokuto ga Gotoku, которая должна будет выйти в 2018 году для приставки PlayStation 4, игра будет частью серии Yakuza и иметь схожую механику геймплея.
Помимо видеоигр, по мотива манги выпускались массовые многопользовательские ролевые онлайн-игры и ряд азартных тематических игровых автоматов в Японии — пачинко и слот-машин от компании Sega Sammy Holdings.

## Популярность
Манга Fist of the North Star являлась одним из самых продаваемых произведений журнала Weekly Shōnen Jump в 80-е годы. По данным на 2007 год данная манга занимает седьмое место в списке самой продаваемой манги Shōnen Jump в Японии за всё время. Согласно опросу, проведённому в 2007 году министерством культуры Японии, занимает 23-е место среди лучшей манги всех времён. По результатам голосования японского телеканала TV Asahi в 2005 году, аниме-сериал Fist of the North Star занял 26 место в списке 100 популярнейших аниме-сериалов. Однако по результатам опроса в 2006 году сериал спустился на 89 место.
В 2010 году родился интернет-мем под названием You Are Already Dead/Omae Wa Mou Shindeiru (яп. お前はもう死んでいる Омаэ Ва Моː Синдэиру, Ты уже мёртв), которую Кэнсиро произносит каждый раз перед тем, как противника внезапно разрывает изнутри после применения техники Кэираку Хико. Суть мема заключается в том, чтобы застать напарника/противника врасплох фразой, после чего видео сопровождается «режущим ухо» писком. В 2017 году интерес к мему резко возрос.

### Рецензии
Манга в своё время получила преимущественно положительными отзывы, например критик издания Тохо заметил сильное влияние на сюжет таких известных фильмов, как Безумный Макс, в частности его главный герой Макс (Мел Гибсон), а также фильм Поля смерти. Кэнсиро, главный герой манги, явно является укрупнённой версией тогда популярного актёра Брюса Ли, а фигура персонажей явно создавалась под влиянием творчества американского художника-фантаста Фрэнка Фразетта. Помимо этого, сюжет манги хвалили за его разнообразие локаций, которых наоборот не хватает во многих аниме того времени.
Нитта Гаро из журнала Раккося назвал мангу крепким боевиком класса Б, его легко понять. Хотя главный герой и выглядит неестественно крупным и перекаченным, это не даёт гарантии его всесильности, сюжет награждает читателя необычными поворотами. Главная особенность данной манги — её сюжет, захватывающий. Сама манга благодаря своей популярности значительно оказала на политику редакционного журнала Shonen Jump и заставила повысить планку качества на остальную мангу. Осака из журнала Санкэй Симбун отметил, что показанное насилие в манге поможет читателю лучше понять реальность; ведь общество, выживающее буквально в руинах и пропитанное насилием существует во многих уголках мира, в частности сюжет Кулака Полярной Звезды может в реальность повторяться в Сомали с их царящей анархией, или в Южной Африке, Йоханнесбурге.
Более поздние обзоры западных критиков, сделанные в рамках ретроперспективы имеют гораздо более сдержанное мнение, например критик сайта T.H.E.M отметил, что современному зрителю будет сложно воспринимать данное произведения; «Брутальные мужики» и унылые злодеи, появляющихся из неоткуда и клишированно убивающие невинных мирных жителей. Хотя автор стремится изобразить персонажей серьёзными и драматичными, это всё становится не значимым из-за обилия абсурдного сюжета и особенно боёв. По мнению критика персонажи страдают сильной диспропорцией тел, что является признаком непрофессиональности их дизайнера. Бен Силлис из Den of Geek также отметил излишнюю мускулистость персонажей, иронично добавив, что для достижения такой массы им «пришлось бы беспрерывно питаться белковой пищей, которой так не хватает в постапокалиптическом мире». При этом по мнению критика, Кэнсиро хоть и хороший парень, но не интересен, как персонаж, который всегда оказывается сильнее своих врагов и одним пальцем способен взорвать их головы.